# آهنگرمحله (گرگان)
آهنگرمحله در زبان محلی  (انگرمله )، روستایی است از توابع بخش مرکزی شهرستان گرگان در حدود 11 کیلومتری شرق شهر گرگان در حاشیه جنگل قرار دارد که زمینهای کشاورزی ان سه هزار هکتار می‌باشد.
عمدا کشت این روستا گندم - برنج -سیب زمینی- سویا - کلزا و دیگر محصولات کشاورزی است . شایان ذکر است که باغداری و دامداری از کارهای مهم مردم سختکوش آهنگرمحله می‌باشد. .
اهنگرمحله با سه هزار زمین زراعی نقش مهمی در اشتغال برای نشای برنج - برداشت سیب زمینی و ... در شهرستان گرگان دارد.

## جمعیت
این روستا در دهستان استرآباد جنوبی قرار داشته و براساس سرشماری سال ۱۴۰۲جمعیت آن ۲٬۳۱۹ نفر (۷۲۵ خانوار) بوده است.